# 大紀大内山テレビ中継局
大紀大内山テレビ中継局（たいきおおうちやまテレビちゅうけいきょく）は、かつて三重県度会郡大紀町にあった地上アナログテレビの中継局である。2011年7月24日のアナログ放送終了とともに廃止された。

## 中継局概要
| チャンネル | 放送局名           | 空中線電力        | ERP                 | 放送対象 地域 | 放送区域 内世帯数 | 偏波面   | 放送終了日     |
| ---------- | ------------------ | ----------------- | ------------------- | ------------- | ----------------- | -------- | -------------- |
| 47ch       | NHK 名古屋教育     | 映像3W/ 音声750mW | 映像10.5W/ 音声2.7W | 全国          | 約-世帯           | 垂直偏波 | 2011年 7月24日 |
| 49ch       | NHK 津総合         | 映像3W/ 音声750mW | 映像10.5W/ 音声2.7W | 三重県        | 約-世帯           | 垂直偏波 | 2011年 7月24日 |
| 51ch       | MTV 三重テレビ放送 | 映像3W/ 音声750mW | 映像10.5W/ 音声2.6W | 三重県        | 約-世帯           | 垂直偏波 | 2011年 7月24日 |

## 所在地
- 大紀町大内山字川口 「矢ヶ峯」

## 特徴
- 大紀町の旧大内山村域をカバーしていた。但し在名民放局（中京広域圏）は当地に中継局を置いておらず、周辺地域の中継局を受信していた。